# Maison Art nouveau de Vichy
La maison Art nouveau est une maison particulière ou villa construite au tout début du XXe siècle, à Vichy, dans l'Allier, au 50 rue de Strasbourg, et un des rares exemples de « modern style » dans cette station thermale. Elle est inscrite au titre des Monuments historiques depuis 1987
La villa a été dessinée par son futur propriétaire, Antoine Planchin, originaire de Nancy, un des berceaux français de l'Art nouveau.

## Description
La villa se trouve dans une rue résidentielle, rue de Strasbourg, voie un peu à l'écart du centre-ville et  presque entièrement occupée par des villas de facture classique. 
La maison Art Nouveau, en léger retrait par rapport à la rue, est bâtie sur quatre niveaux avec un sous-sol côté rue mais qui est en rez-de-jardin côté jardin, un rez de chaussée légèrement surélevé, un premier étage avec balcons et un second étage dans les combles. 
La distribution intérieure des pièces est conforme à ce que l'on trouve dans de nombreuses villas de cette époque, où elles étaient principalement destinées à la location pendant la saison thermale. La porte d'entrée ouvre sur un vestibule permettant d'accéder à un salon côté rue et à une salle à manger et une cuisine côté jardin. La salle à manger ouvre sur une terrasse protégée par une véranda. Le premier étage comprend quatre chambres.
En façade dominent les lignes courbes propres à l'Art nouveau que l'on retrouve sur les deux balcons semi-circulaires du premier étage et sur les huisseries. Le fer forgé utilisé pour la grille, le petit portail et les garde-corps des balcons a des formes de larges fouettés Art nouveau, décorés de cœurs et de feuilles de lilas stylisés. Les bas-reliefs au-dessus des portes et fenêtres sont aussi dans un style Art nouveau avec des archivoltes ornées de feuilles et fleurs stylisées. L'encorbellement du pignon du second étage est plus exubérant avec une forme de poire. Seule le pourtour des portes et fenêtres est de forme plus classique.